# Astrit Selmani
Astrit Selmani (* 13. Mai 1997 in Malmö) ist ein schwedisch-kosovarischer Fußballspieler. Seit Februar 2024 steht der Stürmer bei Dinamo Bukarest unter Vertrag.

## Sportlicher Werdegang

### Vereinskarriere
Selmani spielte in der Jugend bei Malmö FF, ehe er nach einem Kreuzbandriss im Alter von zwölf Jahren den Klub verließ und fortan beim Malmöer Stadtteilklub Kulladals FF spielte. Als Teenager schloss er sich dem Malmöer Klub BK Olympic an, für den er 2014 in der fünftklassigen Division 3 im Erwachsenenbereich debütierte. Schnell machte er höherklassig auf sich aufmerksam, so dass der Zweitligist Ängelholms FF ihn Anfang 2016 unter Vertrag nahm. Zu Beginn der Zweitliga-Spielzeit 2016 debütierte er als Einwechselspieler für Oliver Stojanovic Fredin beim 1:0-Erfolg über Syrianska FC am 3. April, bis zum Sommer kam er jedoch nur unregelmäßig zum Einsatz. Daraufhin wechselte er im Sommer des Jahres zum Kristianstad FC in die drittklassige Division 1. Hier blieb er jedoch auch nur eine Halbserie und unterzeichnete nach Saisonende einen Vertrag beim Drittligaaufsteiger FC Rosengård 1917, bei dem sein Gymnasiallehrer und ehemaliger Allsvenskan-Spieler Anders Grimberg das Traineramt übernommen hatte. Hier war er zwar über weite Strecken Stammspieler, der Liganeuling beendete die Drittliga-Spielzeit 2017 jedoch auf dem letzten Tabellenplatz und stieg direkt wieder ab. Daraufhin zoh Selmani innerhalb der Meisterschaft zum Aufsteiger Torns IF weiter. Mit 13 Saisontoren war er einer der Garanten für den Erfolg der Mannschaft, die mit sieben Punkten Rückstand auf den Relegationsplatz die Saison auf dem fünften Tabellenplatz beendete. Im Januar 2019 wechselte Selmani zurück in die zweitklassige Superettan und schloss sich Varbergs BoIS an, der erst in der Relegation gegen Oskarshamns AIK aufgrund der Auswärtstorregel die Klasse gehalten hatte. Hier blieb er weiterhin torgefährlich und platzierte sich mit 15 Saisontoren hinter Torschützenkönig Erik Björndahl und Rasmus Wiedesheim-Paul auf dem dritten Platz der Torschützenliste der Zweitliga-Spielzeit 2019. Damit trug er auch maßgeblich zur Vizemeisterschaft hinter Aufsteiger Mjällby AIF bei, der an der Seite von unter anderem August Strömberg, Albert Ejupi, Nahom Girmai Netabay, Keanin Ayer Boya und Robin Book den erstmaligen Aufstieg in die Allsvenskan in der Vereinsgeschichte bedeutete. In der von der COVID-19-Pandemie überschatteten Erstliga-Spielzeit 2020 erreichte er mit der Mannschaft den elften Tabellenplatz, dabei erzielte er mit 15 Saisontoren – dabei kam er lediglich in 24 der 30 Saisonspiel zum Einsatz – jedes dritte der 45 Erstligatore des Klubs und erreichte hinter Christoffer Nyman den zweiten Platz in der Torschützenliste. Im Februar 2021 schloss sich Selmani dem Ligakonkurrenten Hammarby IF an, der kurz zuvor Aron Jóhannsson an Lech Posen abgegeben hatte und die sich hieraus ergebenden Erlöse in die Finanzierung der Ablösesumme und einen Vier-Jahres-Vertrag investierte. Hier gewann er am Saisonende den nationalen Pokal durch einen Finalsieg über BK Häcken. Nachdem er dabei im Elfmeterschießen im Finalspiel 2021 den entscheidenden Starfstoß verwandelt hatte, war er im folgenden Jahr bei der möglichen Titelverteidigung im Endspiel 2022 gegen seinen Jugendklub Malmö FF die tragische Figur, als er dieses Mal den entscheidenden Elfmeter verschoss.
Im Sommer 2022 wechselte Selmani zum israelischen Erstligist Hapoel Be’er Scheva, an den er sich mit einem Drei-Jahres-Vertrag band. Hier konnte er sich jedoch nicht dauerhaft durchsetzen, so dass er in der Winterwechselperiode Ende Januar 2023 auf Leihbasis zum dänischen Klub FC Midtjylland transferiert wurde. Unter Trainer Albert Capellas stand er in den ersten beiden Spielen zum Rückrundenauftakt in der Startelf und wurde bei der 1:3-Niederlage gegen Lyngby BK eingewechselt, die Capellas den Job kostete. Unter Interimstrainer Niels Lodberg sowie dem dauerhaften Nachfolger Thomas Thomasberg kam er zu keinem Spieleinsatz mehr. Im August des Jahres verließ er erneut als Leihspieler den israelischen Klub und wurde für den Rest der Allsvenskanspielzeit 2023 an IFK Göteborg verliehen. Beim abstiegsbedrohten Klub kam er zwar unter Cheftrainer Jens Berthel Askou regelmäßig zum Einsatz, stand aber auch nur bei fünf der zwölf Saisoneinsätze in der Startformation.
Im Februar 2024 ging Selmani zu Dinamo Bukarest nach Rumänien. Mit dem Aufsteiger schaffte er erst in der Relegation am Ende der Spielzeit 2023/24 den Klassenerhalt in der Liga 1, dabei gelang ihm sein einziger Saisontreffer in der Abstiegsrunde. In der folgenden Spielzeit avancierte er zum regelmäßigen Torschützen und traf zweistellig, so dass der Klub um die Qualifikation zur Meisterrunde mitspielte.

### Nationalmannschaftslaufbahn
Am 9. Oktober 2021 debütierte Selmani in der WM-Qualifikation für die kosovarische A-Nationalmannschaft gegen Schweden. Bei der 0:3-Niederlage in Solna wurde er in der 70. Minute für Zymer Bytyqi eingewechselt. Knapp fünf Monate später erzielte er im Testspiel gegen Burkina Faso (5:0) seinen ersten Treffer für die Auswahl.

## Erfolge
Hammarby IF
- Schwedischer Pokalsieger: 2021